# Шалкар (Цілиноградський район)
Шалка́р (каз. Шалқар) — село у складі Цілиноградського району Акмолинської області Казахстану. Адміністративний центр Шалкарського сільського округу.
Населення — 538 осіб (2021; 765 у 2009, 1194 у 1999, 1567 у 1989).
Національний склад станом на 1989 рік:
- казахи — 75 %.

До 2010 року село називалось Єгіндиколь, урадянські часи називалось також Єгіндикуль.